# Serhij Ostapenko

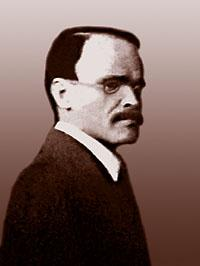
Serhij Ostapenko (1920er Jahre)

Serhij Stepanowytsch Ostapenko (ukrainisch Сергій Степанович Остапенко; * 6. November 1881 in Wolhynien, Ukraine; † 1937) war ein ukrainischer Politiker und Ökonom, Mitglied der Ukrainischen Partei von Sozialisten-Revolutionären (Ukrajinska partija sozialistiw-rewoluzioneriw, UPSR).
Ostapenko nahm 1917 bis 1918 als Wirtschaftsbeirat der ukrainischen Delegation an den Friedensverhandlungen in Brest-Litowsk teil. Vom 13. Februar bis 9. April 1919 war er Präsident des Ministerrates der Ukrainischen Volksrepublik.
Nach seinem Rückzug aus seinem Präsidentschaftsamt dozierte Ostapenko als Professor an der Universität Kamjanez-Podilskyj und in Charkiw über Statistik und Demographie.
1937 wurde er inhaftiert und erschossen.
Siehe auch: Liste der Regierungschefs in der Ukraine